# Tim McGraw
Samuel Timothy "Tim" McGraw (sinh ngày 1 tháng 5 năm 1967 tại Delhi, Louisiana, Hoa Kỳ) là một diễn viên và ca sĩ nhạc đồng quê Mỹ. Anh là con trai Tug Mcgraw. Nhiều album của anh đã nằm trong nhóm đầu của bảng xếp hạng nhạc đồng quê với tổng số album đã bán ra vượt con số 40 triệu đơn vị ở Hoa Kỳ, khiến anh là nghệ sĩ có số lượng album bán nhiều thứ 8, là ca sĩ có số album nhạc đồng quê bán nhiều thứ 3 trong thời kỳ Soundscan. Anh đã kết hôn với ca sĩ nhạc đồng quê Faith Hill. 
Anh đã có 11 album liên tục được xếp ở Number One trên bảng xếp hạng album Billboard. 

## Tiểu sử
Sinh năm 1967 ở Delhi, Louisiana, ngay từ nhỏ, Tim đã không hề biết cha của mình là ai cho tới khi tìm thấy giấy khai sinh trong đó ghi tên cha là Frank McGraw, một cầu thủ bóng chày chuyên nghiệp, một cầu thủ ném bóng tài ba mà Tim vô cùng ngưỡng mộ. Đó cũng chính là lý do vì sao Samuel Timothy Smith quyết định lấy tên mình là Tim McGraw.
Hầu hết tuổi thơ của Tim McGraw đều trải qua ở thị trấn nhỏ Start, Los Angeles, gần Monroe và nghe những loại nhạc khác nhau như nhạc đồng quê, nhạc pop, và nhạc R&B. Do là con trai một vận động viên bóng chày nên ngay từ nhỏ Tim cũng có năng khiếu này và anh đã nhận được học bổng bóng chày để vào học tại trường đại học Louisiana chuyên ngành y học thể thao. Khi bước chân vào trường đại học cũng chính là lúc Tim bắt đầu học chơi nhạc và hát. Để làm thêm, Tim đã chơi nhạc tại một số CLB và anh nhận ra rằng âm nhạc mới chính là cuộc sống của mình. Năm 1989, Tim bỏ học để tới Nashville tập trung vào sự nghikệp âm nhạc, đúng vào ngày người hùng của anh, Ketih Whitley mất.